# Raton
Raton è una città e il capoluogo della contea di Colfax nello Stato del Nuovo Messico, negli Stati Uniti. La sua popolazione era di 6 041 abitanti al censimento del 2020. La città è situata a sud del passo di Raton. Inoltre, la città si trova a circa 6,5 miglia a sud del confine tra il Nuovo Messico e il Colorado e a 85 miglia a ovest del Texas.

## Geografia fisica
Secondo l'Ufficio del censimento degli Stati Uniti, ha una superficie totale di 7,96 mi² (20,62 km²).

## Storia

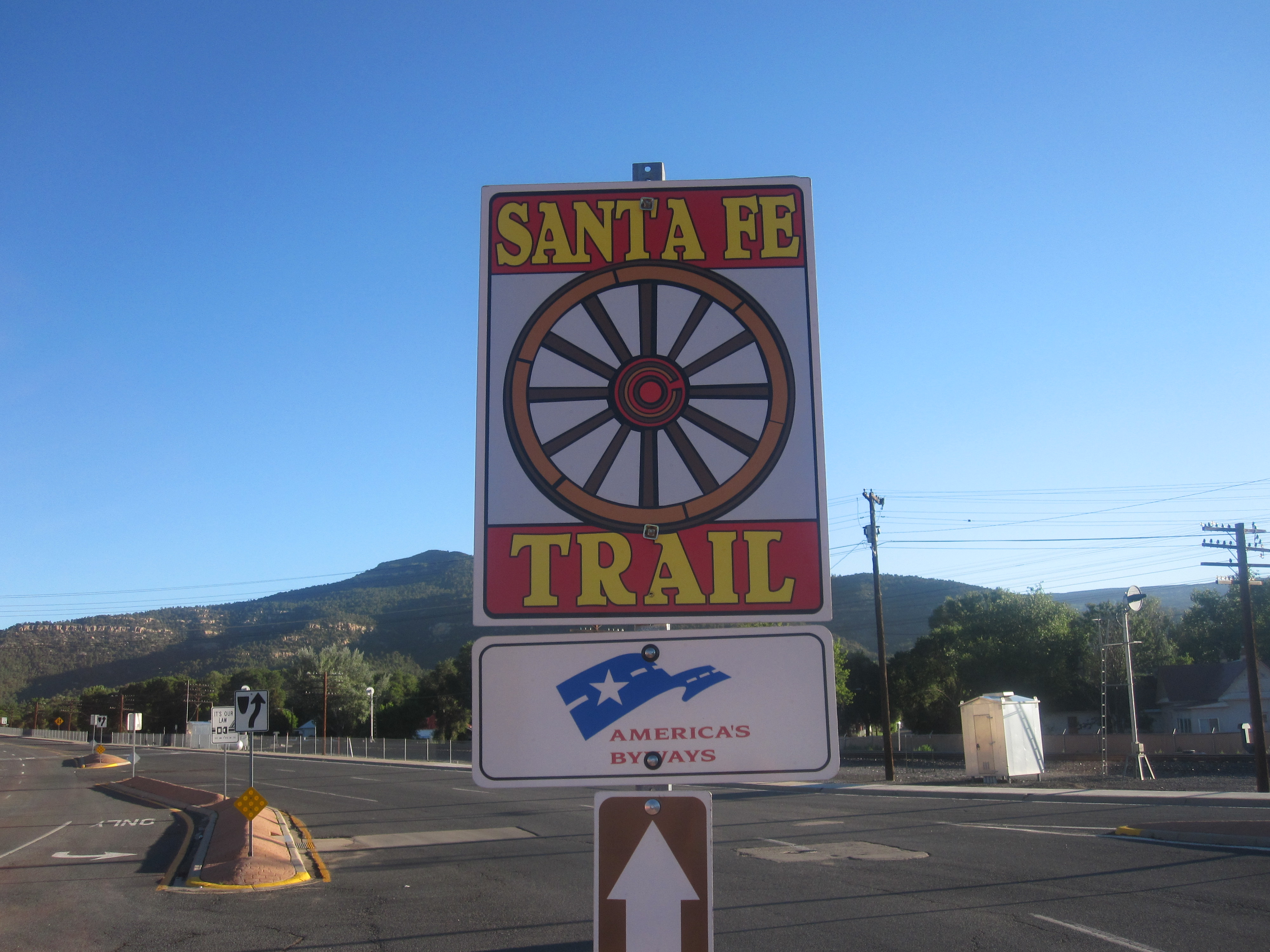
Il Santa Fe Trail a Raton

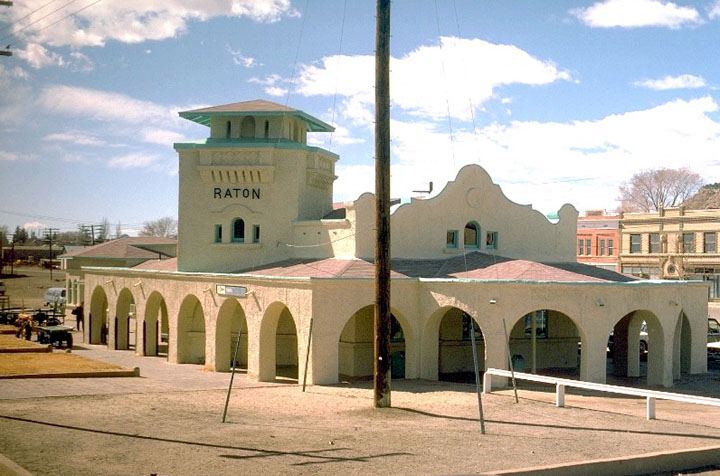
La stazione dell'Amtrak

Ratón è una parola spagnola per indicare il topo.
Il passo di Raton è stato usato per secoli dagli esploratori spagnoli e dai nativi americani per attraversare le ripide Montagne Rocciose. Un ramo del Santa Fe Trail attraversa la città, lungo quella che oggi è la Business I-25.
L'ufficio postale di questa località era chiamato Willow Springs dal 1877 al 1879, Otero dal 1879 al 1880 e infine Raton dal 1880.
Raton è stata fondata sul sito di Willow Springs, una fermata del Santa Fe Trail. Gli originali 320 acri (129,5 ettari) per il sito di Raton erano compresi nel Maxwell Land Grant del 1880. Nel 1879, la Atchison, Topeka and Santa Fe Railway acquistò una strada a pedaggio locale e creò una linea ferroviaria molto frequentata. Raton si sviluppò rapidamente come centro ferroviario, minerario e di allevamento per la parte nord-orientale del territorio del Nuovo Messico, nonché come capoluogo della contea e principale centro commerciale della zona.

## Società

### Evoluzione demografica
Secondo il censimento del 2020, la popolazione era di 6 041 abitanti.